# Cañada Rosal
Cañada Rosal és un municipi de la província de Sevilla, Andalusia, Espanya. En l'any 2005 tenia 3.085 habitants. La seva extensió superficial és de 25 km² i té una densitat de 123,4 hab/km². Està situada a una altitud de 168 metres i a 79 quilòmetres de la capital de província, Sevilla.

## Demografia
Nombre d'habitants en els últims deu anys.
| 1996  | 1998  | 1999  | 2000  | 2001  | 2002  | 2003  | 2004  | 2005  |
| ----- | ----- | ----- | ----- | ----- | ----- | ----- | ----- | ----- |
| 2.904 | 2.948 | 3.036 | 2.988 | 3.018 | 3.024 | 3.044 | 3.059 | 3.085 |